# 미스터 벙글
미스터 벙글(Mr. Bungle)은 미국의 밴드이다.